# Naïm Sliti
Naïm Sliti (Marsella, Francia, 27 de julio de 1992) es un futbolista tunecino que juega como centrocampista para el Al-Shamal S. C. y el equipo nacional de Túnez.

## Selección nacional
En 2018 fue parte de la lista de jugadores seleccionados para representar a Túnez en la Copa Mundial de Fútbol de 2018 en Rusia. Fue uno de los titulares de Túnez en el Mundial, disputando los tres partidos de su selección, que quedó eliminada en la primera fase.

## Clubes
| Club                    | País           | Año       |
| ----------------------- | -------------- | --------- |
| C. S. Sedan             | Francia        | 2011-2013 |
| Paris F. C.             | Francia        | 2013-2014 |
| Red Star F. C.          | Francia        | 2014-2017 |
| Lille O. S. C. (cedido) | Francia        | 2016-2017 |
| Lille O. S. C.          | Francia        | 2017-2018 |
| Dijon F. C. O. (cedido) | Francia        | 2017-2018 |
| Dijon F. C. O.          | Francia        | 2018-2019 |
| Al-Ettifaq              | Arabia Saudita | 2019-2023 |
| Al-Ahli S. C.           | Catar          | 2023-2024 |
| Al-Shamal S. C.         | Catar          | 2024-     |